# 쓰치촌 (시마네현)
쓰치촌(都治村)은 시마네현 나카군에 설치되었던 촌이다. 현재의 고쓰시에 해당한다.